# MUMONS

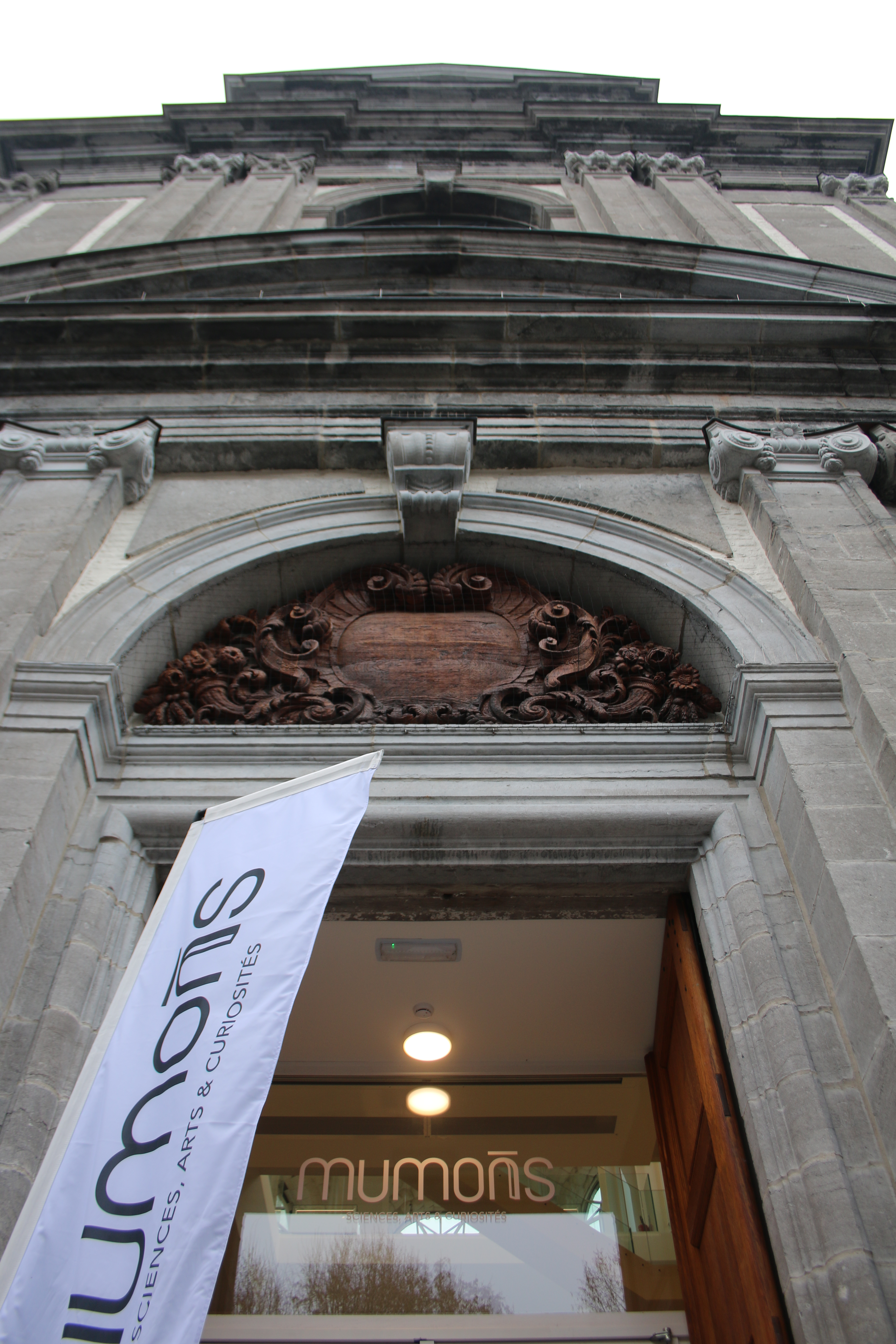
MUMONS

MUMONS is het museum van de Université de Mons in de Belgische stad Bergen. 
Het museum werd geopend in 2021 in de gerenoveerde kapel van het Visitandinnenklooster op de hoek van de Place du Parc en de Rue du Rossignol. Het belicht kunst, wetenschappen en curiosa, en presenteert de universitaire collectie van onder andere kaarten, plannen, kunstwerken en oude wetenschapsinstrumenten.
Het gerenoveerde klooster omvat ook de universiteitsbibliotheek, met 2,5 kilometer boekenrekken.